# Kriva Bara (Vratsa)
Kriva Bara (Bulgaars: Крива бара) is een dorp in het noordwesten van Bulgarije. Zij is gelegen in de gemeente Kozlodoeï in de oblast Vratsa. Het dorp ligt ongeveer 49 km ten noorden van Vratsa en 108 km ten noorden van de hoofdstad Sofia.

## Bevolking
De telling van 1934 registreerde 1.130 inwoners. Dit aantal groeide langzaam tot een hoogtepunt van 1.213 inwoners in 1946. Vanaf dat moment begon het inwonersaantal echter drastisch terug te lopen. Zo werden er op 31 december 2019 371 inwoners geteld. Van de 397 inwoners reageerden er slechts 39 op de optionele volkstelling van 2011. Etnische Bulgaren waren met 38 respondenten de omvangrijkste bevolkingsgroep (97,4%).
Van de 397 inwoners die in februari 2011 werden geregistreerd, waren er 66 jonger dan 15 jaar oud (17%), terwijl er 123 inwoners van 65 jaar of ouder werden geteld (31%).